# Jean-François Carteaux
Jean-François Carteaux (n. 31 ianuarie 1751 – d. 12 aprilie 1813) a fost un pictor francez care a devenit general în Armata Revoluționară Franceză.
1. 1 2  Jean-François Carteaux, GeneaStar
2. ↑  Union List of Artist Names, 2 noiembrie 2017, accesat în 25 octombrie 2018
3. ↑  Autoritatea BnF, accesat în 10 octombrie 2015